# Ajoie

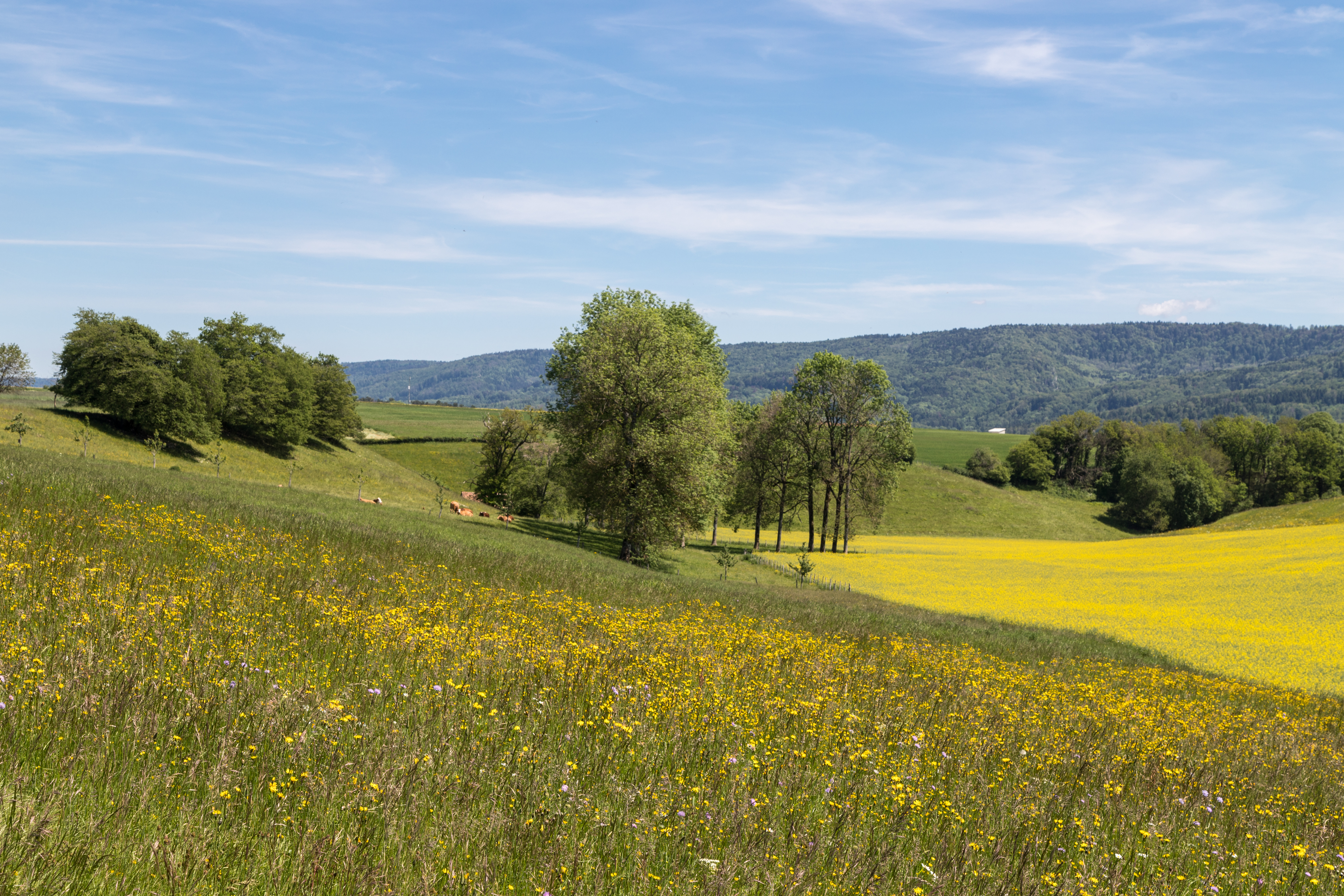
Typická krajina Ajoie mezi obcemi Fahy a Grandfontaine

Ajoie (německy Pruntruter Zipfel, dříve také Elsgau) je oblast na severu švýcarského kantonu Jura.

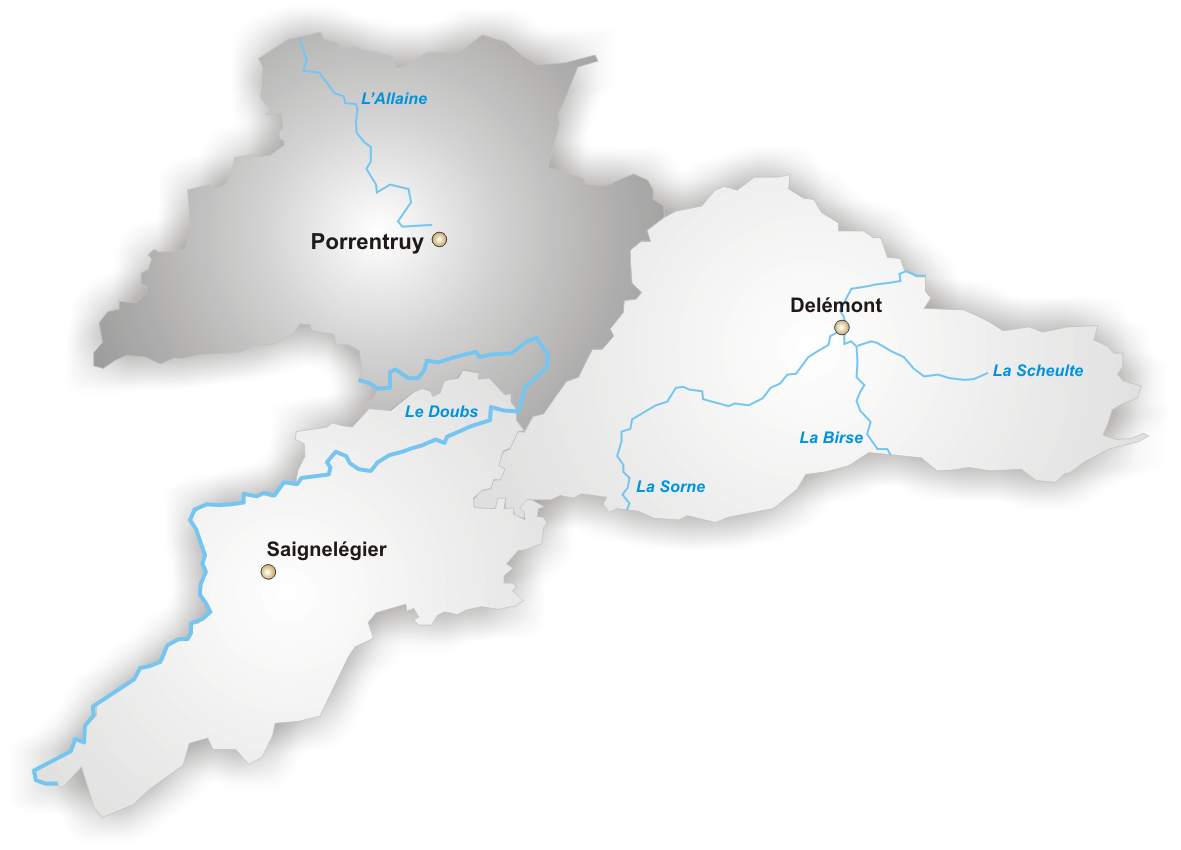
Poloha okresu Porrentruy v rámci kantonu Jura

Hlavním městem Ajoie je Porrentruy, druhé největší město kantonu Jura. Ajoie se rozkládá na ploše přibližně 300 km² v nadmořské výšce kolem 400 až 600 metrů. Vyznačuje se stolovou krajinou Jury, jejíž většinu odvodňuje řeka Allaine do řeky Doubs. Tato rozsáhlá úrodná oblast s vápencovými půdami je považována za ovocný sad Jury a produkuje švestky pro slavnou pálenku Damassine. Jako výletní cíl nabízí Ajoie různé jeskyně (Grottes de Réclère), dinosauří stezky, prehistorický park, letiště Bressaucourt a atraktivní cyklotrasy.
Politicky se oblast Ajoie téměř přesně překrývá s oblastí okresu Porrentruy.

## Historie

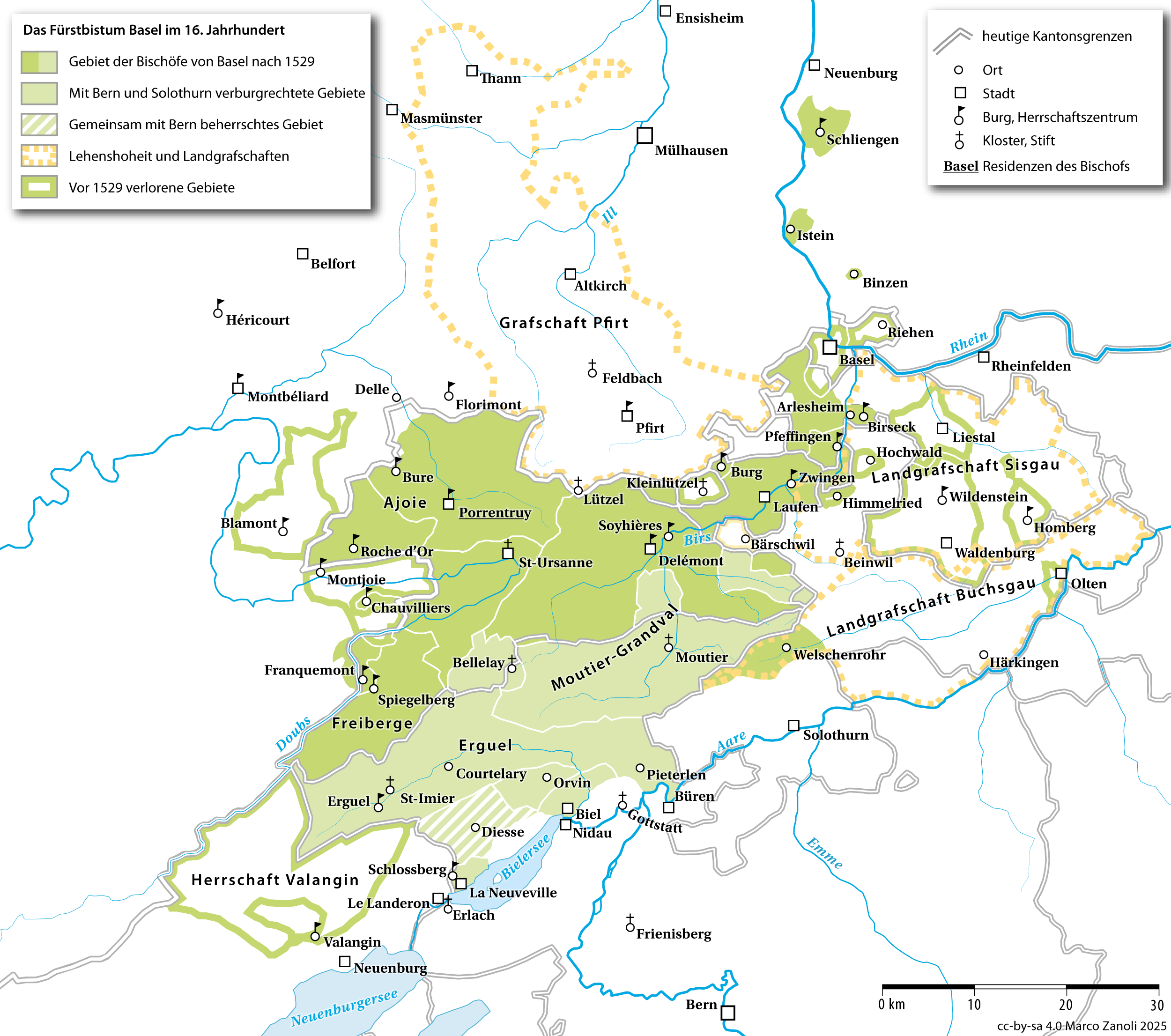
Vývoj území basilejského knížecího biskupství

První zmínka o Ajoie pochází z listiny z roku 732, kdy alsaský vévoda převedl pozemky in pago Alsegaugensi na klášter Murbach. Vláda nad Ajoie v následujících letech několikrát změnila majitele, až se v roce 999 dostala pod světskou moc basilejského knížete-biskupa. Z církevního hlediska patřila do roku 1779 k basilejské diecézi pouze obec La Baroche, zatímco ostatní oblasti Ajoie náležely k arcidiecézi besançonské.
Protože se knížecí biskupství dostalo ve 14. století do finančních potíží, bylo téměř celé Ajoie v roce 1386 prodáno hrabatům z Württembergu-Mömpelgardu (hrabství Montbéliard), ale v roce 1461 je vykoupil kníže-biskup Johann V. z Venningenu. Když pak další panství a vesnice v Ajoie připadly knížecímu biskupství (Roche-d’Or v roce 1474, Rocourt v roce 1573, Miécourt a Beurnevésin v roce 1625), dějiny Ajoie se vyvíjely souběžně s dějinami basilejského knížecího biskupství.
Během třicetileté války Ajoie trpělo pustošením francouzských a zejména švédských vojsk. V roce 1634 vypálili dobyvatelé Alle, Fontenais a Courtedoux. V roce 1635 padlo Porrentruy, obsazené císařskými vojsky, do rukou Francouzů, kteří se stáhli až v roce 1650. Z následků války se oblast Ajoie vzpamatovávala jen s velkými obtížemi. Mezi lety 1726–1740 region těžce postihly nepokoje na území knížecího biskupství, které otřásly celým knížecím biskupstvím a skončily až zásahem Francie. V roce 1792 byla v Porrentruy vyhlášena krátce trvající Rauracká republika, která předcházela anexi basilejského knížecího biskupství Francií (1793–1815). Na Vídeňském kongresu v roce 1815 bylo bývalé basilejské knížecí biskupství přiřazeno ke kantonu Bern, k němuž Ajoie patřilo až do vzniku kantonu Jura (1979).
Administrativně bylo Ajoie až do konce 15. století rozděleno na dvě panství, Porrentruy a Bure. V 16. století vzniklo pět velkých panství: Alle (9 obcí), Bure (5), Chevenex (6), Cœuve (7) a Courtedoux (2). Město Porrentruy vytvořilo vlastní soudní dvůr. Když se v Porrentruy v roce 1528 usadil kníže-biskup, stalo se rezidenčním městem knížecího biskupství. Smlouva uzavřená v Paříži v roce 1779 harmonizovala duchovní a světské územní hranice: 20 farností besançonské diecéze ležících v Ajoie bylo vyměněno za 29 frankofonních alsaských farností basilejské diecéze.

## Ajoie ve společnosti
I v současnosti je název Ajoie často používán různými organizacemi či spolky, které v oblasti sídlí. Nejznámějším příkladem je hokejový klub HC Ajoie, sídlící v Porrentruy a hrající nejvyšší švýcarskou hokejovou soutěž National League A.